# Pseudochthonius homodentatus
Pseudochthonius homodentatus är en spindeldjursart som beskrevs av Chamberlin 1929. Pseudochthonius homodentatus ingår i släktet Pseudochthonius och familjen käkklokrypare. Inga underarter finns listade i Catalogue of Life.